# Gran A'Tuin
Gran A'Tuin (en inglés: Great A'Tuin) es un personaje de una serie de libros del Mundodisco creada por el autor británico Terry Pratchett. Su primera aparición fue en El color de la magia, la primera novela de la serie.

## Descripción

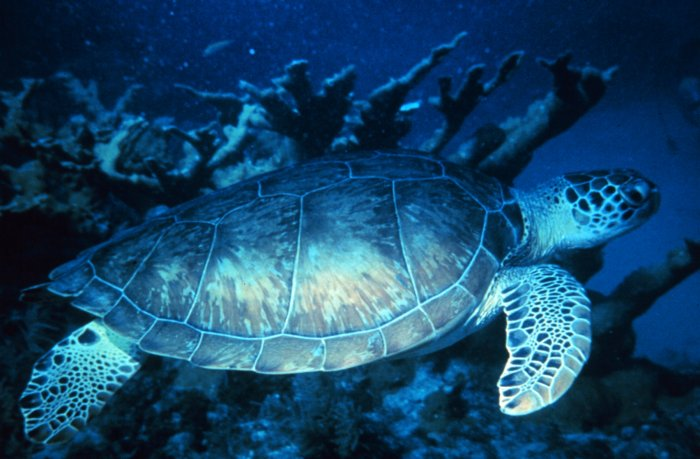
Gran A'Tuin tiene la apariencia de una tortuga marina

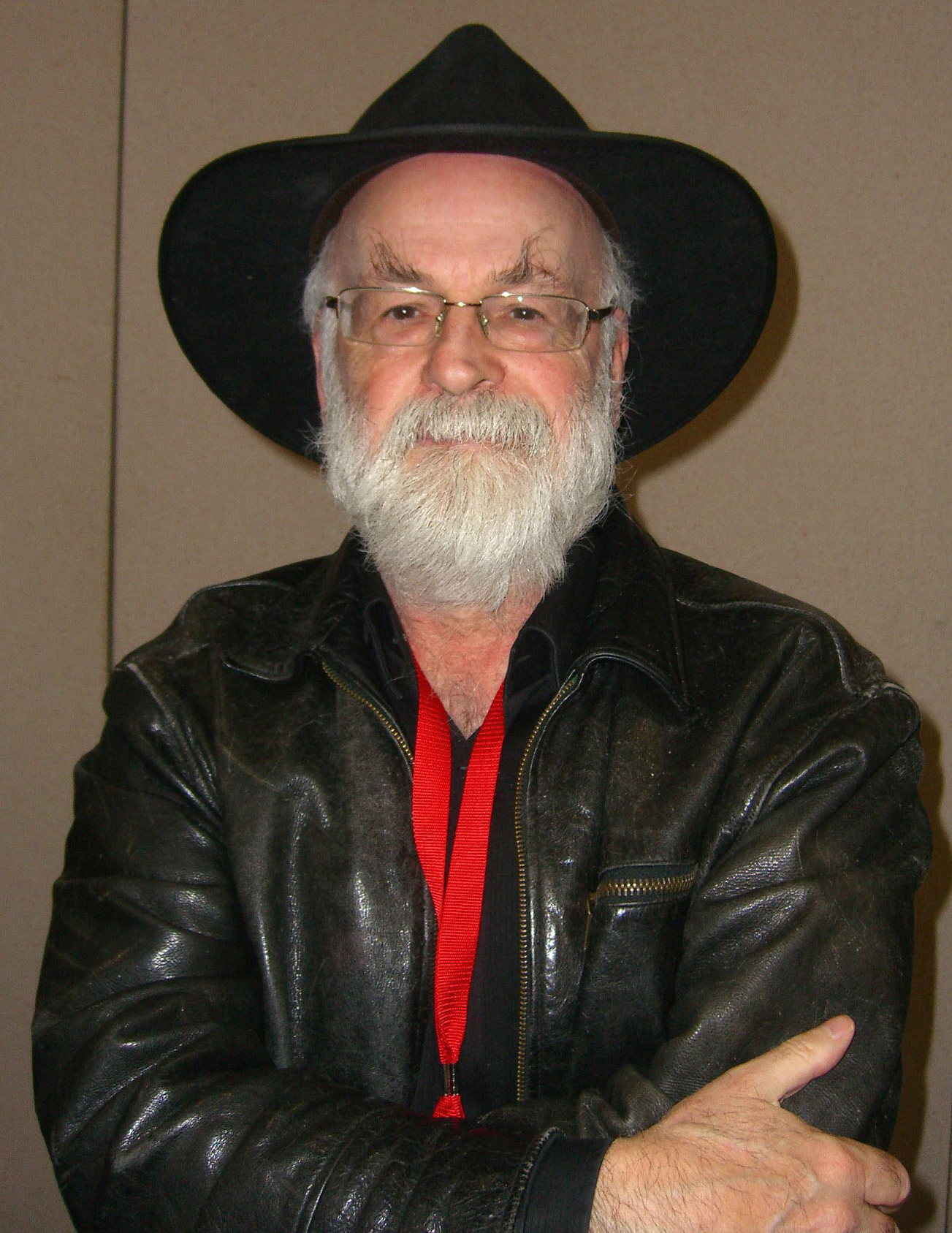
Terry Pratchett, autor de la saga literaria del Mundodisco y creador de Gran A'Tuin

Es una enorme tortuga que flota lentamente en el espacio. Cuatro elefantes gigantes permanecen de pie sobre su caparazón y ellos, a su vez, llevan sobre sus lomos el Mundodisco, en el que la acción se desarrolla en más de una treintena de libros de la serie.
Terry Pratchett reinterpreta la figura de A'Thuin, originaria de la mitología hindú, para introducirla dentro de las novelas del Mundodisco (humor y fantasía). 
Así pues en estas novelas Gran A'Tuin es la tortuga gigante sobre la cual se encuentran los cuatro elefantes, llamados Gran T’Phon, Tubul, Berilia y Jerakeen, en los que se sostiene el Mundodisco y alrededor de la cual orbitan el sol y la luna.
En el Mundodisco existen dos teorías sobre el inicio y el destino del mundo. La primera de estas teorías sostiene que Gran A'Tuin recorre el universo de principio a fin; la segunda afirma que A'Tuin camina desde el momento de su concepción hacia un punto concreto de la galaxia en el que habrá otros mundos (y por lo tanto otras tortugas), lugar donde se reproducirá, provocando así la aparición de otros mundos; de aquí la gran preocupación de los sabios por enterarse del sexo de la tortuga, comprensible si se tiene en cuenta que su mundo puede estar viajando sobre una tortuga hembra.
En El color de la magia (primera novela de la serie del Mundodisco) un grupo de científicos planea un viaje para averiguar el sexo de la tortuga. 
En novelas posteriores hay constancia de que Gran A'Tuin se ha reproducido y que sus crías vagan por el universo.

## Relevancia argumental
Gran A'Tuin es el soporte principal sobre el que reposa el Mundodisco, el planeta donde suceden todas la historias de la saga. Según se mencionara en una ocasión, la idea de un mundo plano transportado sobre la espalda de un animal marino por el espacio es tan descabellada e inverosímil que la ciencia asegura que la posibilidad de que tal evento es prácticamente imposible, mientras que los magos calculan que sucede nueve de cada diez veces.
Aunque Gran A'Tuin tácitamente está presente en todas las historias y arcos, hay algunas novelas donde su presencia cobra una importancia mayor a nivel argumental:
- El color de la magia: Presentación de la saga de novelas y del arco argumental del mago Rincewind. Gran A'Tuin es mencionada y vista por primera vez en esta novela. Cuando Tetis el troll de agua lleva a Rincewind y Dosflores en su barco obliga al mago a asomarse por la orilla del mundo y este puede observa de primera mano a Gran A'Tuin; posteriormente los protagonistas roban El Viajero Viril, la primera nave espacial del disco, cuya misión era llevar eruditos de Krull a orbitar a la tortuga para averiguar su género.

- La luz fantástica: Mientras Rincewind debe huir de quienes desean matarlo para apoderarse del hechizo de la creación alojado en su mente, Gran A'Tuin comienza a nadar en aparente curso de colisión contra una estrella roja con un sistema de ocho pequeñas lunas a su alrededor; una vez dentro de su órbita, permaneció en el lugar resistiendo la atracción gravitacional del astro hasta que Rincewind pudo recitar los ocho hechizos de la creación, revelando que las lunas eran huevos de tortugas estelares a los que esto les permitió eclosionar.

- Dioses menores: Brutha, el protagonista, pertenece a la teocracia omniana, una estricta e intolerante religión estado que, a diferencia del resto de sociedades, asegura que Om, su dios, les ha revelado que el mundo tiene forma de esfera y por lo tanto el concepto de un mundo plano sobre una tortuga es considerado una herejía castigada con la muerte; por lo anterior, el movimiento sedicioso convierte a Gran A'Tuin en el estandarte con que enfrenta a la autoridad.

- El quinto elefante: Se menciona por primera vez que originalmente los elefantes sobre el lomo de Gran A'Tuin eran cinco, sin embargo uno de ellos resbaló del caparazón y murió al estrellarse contra la superficie del disco, siendo este el origen de las minas de cebo de Überwald.

- El último héroe: Cohen el bárbaro decide viajar junto a la Horda Plateada hasta el Cori Celesti, hogar de los dioses y eje del mundo a nivel geográfico y mágico, para destruirlo con un potente artefacto explosivo, ignorando que esto provocará un cataclismo a nivel planetario que acabará con la vida en el Disco. Lord Vetinari reúne un selecto grupo de personajes provenientes de los diversos arcos argumentales de la saga para tripular La Cometa, una nave espacial creada por Leonardo da Quirm para llegar al lugar antes que la horda, gracias a esta nave, nuevamente Gran A'Tuin es vista desde el espacio mientras los tripulantes visitan la luna.